# Calanthemis wollastoni
Calanthemis wollastoni är en skalbaggsart som beskrevs av Charles Joseph Gahan 1909. Calanthemis wollastoni ingår i släktet Calanthemis och familjen långhorningar.
Artens utbredningsområde är Rwanda. Inga underarter finns listade.